# Gobemouche à ventre roux
Niltava vivida
Espèce
Statut de conservation UICN

 LC  : Préoccupation mineure
Le Gobemouche à ventre roux (Niltava vivida) est une espèce de passereaux de la famille des Muscicapidae.
Cet oiseau est endémique de Taïwan.